# Sudamericano Juvenil B de Rugby 2015
El Sudamericano Juvenil B de Rugby del 2015, es la octava edición del torneo que anualmente fiscaliza Sudamérica Rugby. Como en el 2010 vuelve a celebrarse en territorio colombiano, esta vez la ciudad encargada de organizar el certamen es Riohacha en La Guajira.

## Equipos participantes
- Selección juvenil de rugby de Colombia (Tucanes M18)
- Selección juvenil de rugby de Perú (Tumis M18)
- Selección juvenil de rugby de Venezuela (Orquídeas M18)

Selección invitada de la NACRA
- Selección juvenil de rugby de México (Serpientes M18)

## Posiciones[3]
| Pos. | Equipo    | Encuentros | Encuentros | Encuentros | Encuentros | Tantos  | Tantos    | Tantos     | Puntos |
| Pos. | Equipo    | jugados    | ganados    | empatados  | perdidos   | a favor | en contra | diferencia | Puntos |
| ---- | --------- | ---------- | ---------- | ---------- | ---------- | ------- | --------- | ---------- | ------ |
| 1    | Colombia  | 3          | 3          | 0          | 0          | 88      | 38        | + 50       | 9      |
| 2    | Venezuela | 3          | 2          | 0          | 1          | 84      | 38        | + 46       | 6      |
| 3    | México    | 3          | 1          | 0          | 2          | 92      | 42        | + 50       | 3      |
| 4    | Perú      | 3          | 0          | 0          | 3          | 9       | 155       | - 146      | 0      |

Nota: Se otorgan 3 puntos al equipo que gane un partido, 1 al que empate y 0 al que pierda

## Resultados

### Primera Fecha[4]
| 23 de agosto | México | 61 - 0  | Perú | Estadio Federico Serrano Soto, Riohacha, Colombia |  |
|              |        | Reporte |      |                                                   |  |

| 23 de agosto | Colombia | 26 - 10 | Venezuela | Estadio Federico Serrano Soto, Riohacha, Colombia |  |
|              |          | Reporte |           |                                                   |  |

### Segunda Fecha
| 26 de agosto | México | 12 - 19 | Venezuela | Estadio Federico Serrano Soto, Riohacha, Colombia |  |
|              |        | Reporte |           |                                                   |  |

| 26 de agosto | Colombia | 39 - 9  | Perú | Estadio Federico Serrano Soto, Riohacha, Colombia |  |
|              |          | Reporte |      |                                                   |  |

### Tercera Fecha
| 29 de agosto | Perú | 0 - 55  | Venezuela | Estadio Federico Serrano Soto, Riohacha, Colombia |  |
|              |      | Reporte |           |                                                   |  |

| 29 de agosto | Colombia | 23 - 19 | México | Estadio Federico Serrano Soto, Riohacha, Colombia |  |
|              |          | Reporte |        |                                                   |  |

| Bandera de Colombia |
| Campeón Colombia    |
| Quinto título       |